# アクセル・シュプリンガー

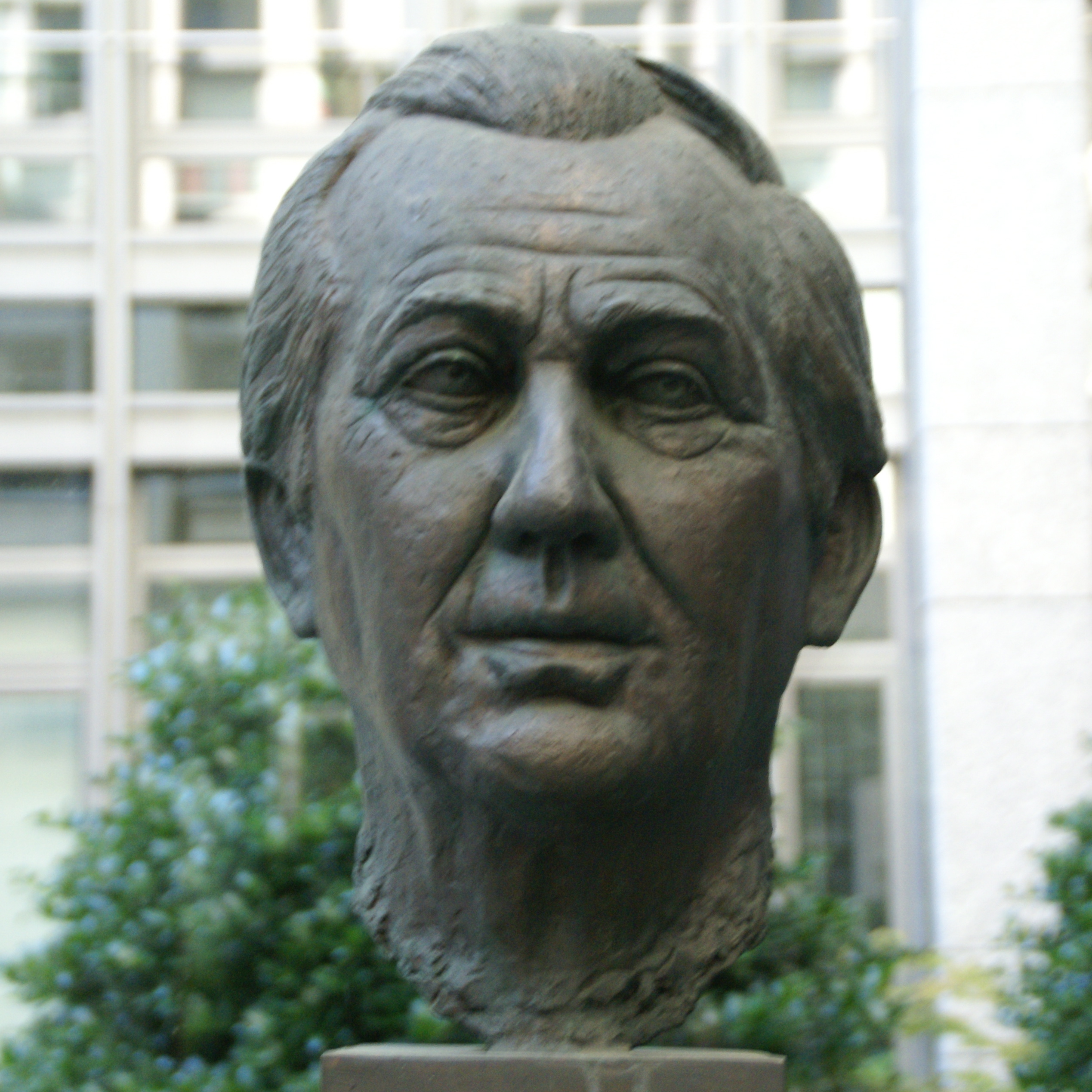
アクセル・シュプリンガーのブロンズ像

アクセル・シュプリンガー（Axel Springer, 本名アクセル・ツェーザル・シュプリンガー／Axel Cäsar Springer, 1912年5月2日 - 1985年9月22日）は、ドイツのジャーナリストで出版業者である。ドイツの大手メディア企業であるアクセル・シュプリンガー社 (Axel Springer SE) の創業者・オーナー。

## 生涯
シュプリンガーはハンブルクの西部郊外の町アルトナで、出版業を営む一家に生まれた。彼は父の出版社「Hammerich & Lesser Verlag」の見習いから始め、ドイツ一の通信社・ヴォルフ電報局や『ベルゲドルファー・ツァイトゥング』（ベルゲドルフ新聞、Bergedorfer Zeitung）でインターンとして働き、1934年に父の出版社に戻り新聞発行などを手掛けた。彼は重役として頭角を現したが、ナチス体制下で新聞紙不足を名目に行われたメディア整理のあおりを受けて新聞を停刊させられ、第二次世界大戦中は細々と出版を続けた。
戦後のイギリス軍による占領下、当局から出版許可を得たシュプリンガーは、ハンブルクにおいて1947年にアクセル・シュプリンガー社 (Axel Springer GmbH) を創設する。彼は『ハンブルガー・アーベントブラット』（ハンブルク夕刊新聞、Hamburger Abendblatt)、ラジオ番組誌『Hörzu』（後にテレビ番組誌となり今日まで存続）などを発行したが、1952年にはタブロイド紙『ビルト』を発行した。『ビルト』はタブロイドながら西ドイツの世論に影響を与える大新聞となり、1980年代には購読数が500万部に達しヨーロッパで一番読まれる新聞となった。1953年にはイギリス占領軍がハンブルクで『タイムズ』をモデルに発行していた高級紙、『ディ・ヴェルト』を買収した。
彼は1950年代以降次々と新聞や雑誌を発刊・買収し、娯楽路線・政治的保守路線をとった。彼は自由や法治や西側諸国の価値観を擁護し、アメリカ合衆国との同盟維持、ユダヤ人とドイツ人の和解、イスラエルの生存権の支持、市場経済の支持、欧州統合の支持などの論陣を張った。
シュプリンガーは1985年に西ベルリンで没した。

## アクセル・シュプリンガー社
アクセル・シュプリンガー社は、今日ではドイツ最大の新聞・雑誌・出版コングロマリットとなり、180以上の新聞・雑誌を発行し、1999年現在でドイツの新聞・雑誌市場の23.7%を占めている。またドイツのみならず中欧・東欧などでも出版活動を行っている。

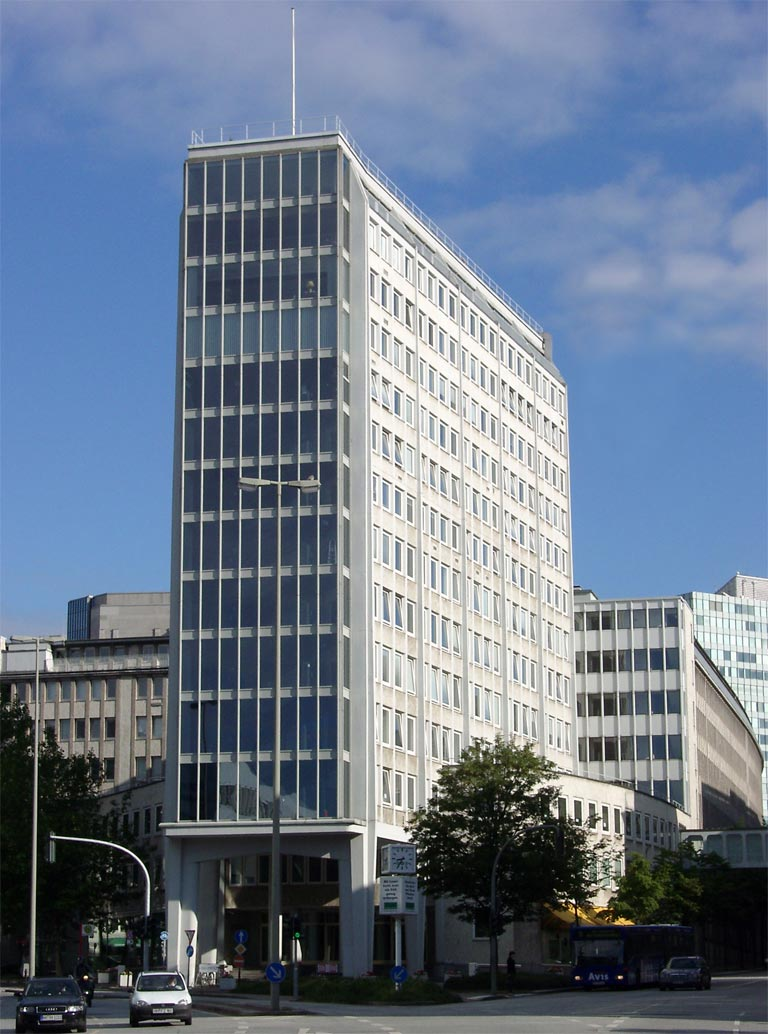
ハンブルクにあるアクセル・シュプリンガー社社屋

シュプリンガーの保守路線に対し、左翼陣営との衝突も起こった。1960年代末、左翼学生運動は、シュプリンガーが『ビルト』などを通じて押し出す政治的主張に反発してシュプリンガー社を攻撃対象とした。1968年には学生運動指導者ルーディ・ドゥチケの暗殺未遂事件が起きたが、過激派学生は、事件は『ビルト』の反学生運動キャンペーンと関連があるとしてシュプリンガー社に対する抗議デモや社屋封鎖などの直接行動に移り、西ドイツ各地の都市で衝突が起こった。シュプリンガーはこれに反発し、1950年代・60年代の「経済の奇跡」に疑問を呈する者をこきおろしている。さらに、ドイツ赤軍などのグループにより1972年と1975年にはシュプリンガー社の施設に対する爆弾テロも起こされた。ハインリヒ・ベルの1974年の小説『カタリーナの失われた名誉』(Die verlorene Ehre der Katharina Blum / Wie Gewalt entstehen und wohin sie führen kann) は、タブロイド紙の扇情主義とドイツ赤軍をめぐるパニック的報道を巡る小説で、主人公の人生を破滅させる架空のタブロイド紙は『ビルト』がモデルであった。
株式上場企業であったが、2019年、投資ファンドのKKRによる株式公開買付を受け入れ、非上場企業となった。